# لغة لوغول
لغة لوغول، هي إحدى لغات النيجر والكونغو، يتحدث بها في جبال النوبة في كردفان، السودان،  يبلغ عدد المتحدثين 13000.